# Латишовське сільське поселення
Латишо́вське сільське поселення (рос. Латышовское сельское поселение) — муніципальне утворення у складі Кадошкінського району Мордовії, Росія. Адміністративний центр — село Латишовка.

## Історія
Станом на 2002 рік існували Картлейська сільська рада (село Потізька Слобода, присілок Картлей, селище Ушлейка) та Латишовська сільська рада (село Латишовка).
27 листопада 2008 року до складу сільського поселення було включене ліквідоване Картлейське сільське поселення (село Потізька Слобода, присілок Картлей, селище Ушлейка).

## Населення
Населення — 553 особи (2019, 686 у 2010, 837 у 2002).

## Склад
До складу поселення входять такі населені пункти:
| Населений пункт        | Населення, осіб (2002) | Населення, осіб (2010) |
| ---------------------- | ---------------------- | ---------------------- |
| Картлей, присілок      | 106                    | 77                     |
| Латишовка, село        | 663                    | 578                    |
| Потізька Слобода, село | 51                     | 28                     |
| Ушлейка, селище        | 17                     | 3                      |